# Denard Robinson
Denard Xavier Robinson (Deerfield Beach, 22 settembre 1990) è un ex giocatore di football americano e allenatore di football americano statunitense che ha militato nei ruoli di running back e wide receiver per i Jacksonville Jaguars della National Football League (NFL). Fu scelto nel corso del quinto giro (135º assoluto) del Draft NFL 2013 dai Jaguars. Al college ha giocato a football all’Università del Michigan.

## Carriera

### Jacksonville Jaguars
Robinson fu scelto nel corso del quinto giro del Draft 2013 dai Jacksonville Jaguars. Il 9 luglio, Robinson firmò un contratto quadriennale coi Jaguars comprendente 210.000 dollari di bonus alla firma. Debuttò come professionista nella settimana 1 contro i Kansas City Chiefs correndo 2 volte con un guadagno di 1 yard. La sua stagione da rookie si concluse disputando tutte le 16 gare stagionali, nessuna delle quali come titolare, correndo 66 yard e ritornandone 88 da kickoff.
Nella settimana 7 della stagione 2014, Robinson corse un nuovo primato in carriera di 127 yard, segnando anche il suo primo touchdown nella prima vittoria stagionale di Jacksonville, ai danni dei Cleveland Browns. Nelle settimane successive soppiantò stabilmente Toby Gerhart come running back titolare, mantenendosi su alti livelli e segnando il suo secondo touchdown nel nono turno contro i Bengals. Sette giorni dopo segnò altri due touchdown, ma i Jags furono sconfitti dai Cowboys nella gara disputata a Londra. Il 10 dicembre fu annunciato che Robinson, che stava guidando la squadra con 582 yard corse e 2 touchdown, avrebbe chiuso la stagione con tre gare di anticipo a causa di un infortunio al piede. La sua promettente annata si chiuse così con 13 presenze, di cui 9 come titolare.

## Statistiche
| Partite totali      | 29  |
| Partite da titolare | 9   |
| Yard su corsa       | 648 |
| Touchdown su corsa  | 4   |

Statistiche aggiornate alla stagione 2014